# (262419) Suzaka
(262419) Suzaka est un astéroïde de la ceinture principale d'astéroïdes.

## Description
(262419) Suzaka est un astéroïde de la ceinture principale. Il fut découvert le 20 octobre 2006 à Nyukasa par Y. Sorimachi et Atsushi Nakajima. Il présente une orbite caractérisée par un demi-grand axe de 2,70 UA, une excentricité de 0,15 et une inclinaison de 3,7° par rapport à l'écliptique.